# Swiss Global Air Lines
Swiss Global Air Lines (hasta febrero de 2015 denominada Swiss European Air Lines) fue una aerolínea regional, que operaba las rutas de corto radio de la aerolínea Swiss International Air Lines. Al igual que su matriz, Swiss European formaba parte de la alianza Star Alliance.  Su centro de operaciones se ubicaba en el Aeropuerto Internacional de Zúrich.
El 19 de abril de 2018 cesa operaciones y sus aviones pasan a Swiss International Air Lines.

## Historia
Swiss Global Air Lines fue fundada en 2005 como Swiss European Air Lines, para operar rutas europeas para su empresa matriz. Comenzó a operar el 1 de noviembre de 2005 con una flota de 18 Avro RJ85/RJ100 y 8 Embraer ERJ-145.
El 11 de marzo de 2009, la junta directiva del Grupo Lufthansa anunció que planeaba reemplazar gradualmente la flota actual de Avro RJ100 volada por Swiss Global con aviones Bombardier CSeries a partir de 2014. Se planeó que el reemplazo de los veinte RJ100 tomara dos años, mientras que diez aviones adicionales se entregarían después para permitir la expansión de la capacidad. El nuevo avión permitiría a Swiss continuar sirviendo destinos restringidos como el Aeropuerto de la Ciudad de Londres o el Aeropuerto de Florencia. Debido a los retrasos en el desarrollo del Bombardier CSeries, esta fecha se pospuso a 2015. El contrato se pospuso nuevamente, con la primera entrega, de un CS100, que se realizó en junio de 2016, con el primer vuelo comercial el 15 de julio. El Grupo Lufthansa es un cliente de lanzamiento para este tipo de aeronave, y previamente había firmado una carta de intención para hasta 60 aeronaves.
En diciembre de 2014, Swiss anunció que cesaría las operaciones desde el Aeropuerto de Basilea-Mulhouse-Friburgo por completo antes del 31 de mayo de 2015, incluidas las operaciones de Swiss Global Air Lines allí; y posteriormente se concentró en sus operaciones en Zúrich.
El 3 de febrero de 2015, Swiss International Air Lines anunció el cambio de marca de Swiss European Air Lines a Swiss Global Air Lines.
También se confirmó en la misma fecha que los seis Boeing 777-300ER pedidos de Swiss International serían operados por Swiss Global Air Lines. Estos son los primeros aviones para vuelos intercontinentales en la flota de Swiss Global Air Lines. Se ordenaron otros tres aviones Boeing 777-300ER en 2015, lo que elevó el compromiso a nueve aviones.[17] En abril de 2015, Swiss Global Air Lines solicitó derechos de tráfico para vuelos a los Estados Unidos para utilizar los 777 en las rutas intercontinentales de su matriz. Los derechos se otorgaron en junio de 2015 y se utilizaron por primera vez para vuelos a la ciudad de Nueva York a partir de 2016.
En el Salón Aeronáutico de París de 2015, la aerolínea anunció que estaba cambiando 10 de sus 30 pedidos del Bombardier CS100 al Bombardier CS300 de mayor tamaño. Otros 5 pedidos del CS100 se convirtieron en CS300 el 4 de junio de 2016. El 29 de junio de 2016, Swiss Global recibió su primer CS100 como cliente de lanzamiento mundial. El primer servicio comercial tuvo lugar el 15 de julio de 2016 desde Zúrich a París.
En marzo de 2017, Swiss convirtió otros cinco pedidos de CS100 en pedidos de CS300, para una flota de 10 aviones CS100 y 20 CS300 para fines de 2018. Swiss también tiene opciones para hasta 30 aviones CSeries adicionales.
El 14 de agosto de 2017, el último avión Avro RJ100 restante, registrado HB-IYZ, completó su último vuelo regular desde el aeropuerto de la ciudad de Londres a Zúrich, seguido de un vuelo especial desde Ginebra a Zúrich para un retiro formal al día siguiente. Un total de 24 aviones Avro RJ100 habían sido parte de la flota de Swiss desde 2002. En 2017, tras la entrega del primer Bombardier CS300 de Swiss Global, el director ejecutivo de la empresa matriz (Swiss International Air Lines), Thomas Klühr, anunció que la flota de Swiss con base en Ginebra estaría compuesta únicamente por aviones Bombardier CSeries a finales de 2018, totalmente operados por Swiss Global Air Lines, en lugar de los aviones de la familia Airbus A320.
El 14 de agosto de 2017, se produjo el último vuelo comercial del RJ100, y el avión se retiró formalmente del servicio de Swiss al día siguiente.
El 5 de abril de 2018, se anunció que Swiss Global Air Lines se disolvería y que todos los aviones y empleados se transferirían a la empresa matriz Swiss International Air Lines antes del 19 de abril. Se considera que la razón de esto es el nuevo acuerdo laboral que armoniza la compensación de los pilotos en ambas empresas que entró en vigor el 1 de abril, anulando las ventajas de costos de Swiss Global Airlines.

## Flota
La flota de Swiss Global Air Lines estuvo compuesta por las siguientes aeronaves:
| Aeronaves              | Total | Introducido | Retirado | Matrículas |
| ---------------------- | ----- | ----------- | -------- | --- |
| Avro RJ70              | 2     | 2005        | 2017     | HB-IYU y HB-IXT |
| Avro RJ85              | 4     | 2005        | 2007     | HB-IXF, HB-IXG, HB-IXH y HB-IXK |
| Avro RJ100             | 19    | 2005        | 2017     | HB-IYQ, G-FLTC, HB-IXX, HB-IXW, HB-IXV, HB-IXU, HB-IXS, HB-IXR, HB-IXQ, HB-IXP, HB-IXO, HB-IXN, HB-IYZ, HB-IYY, HB-IYW, HB-IYV, HB-IYT, HB-IYS y HB-IYR |
| Boeing 777-300ER       | 10    | 2016        | 2018     | HB-JNA, HB-JNB, HB-JNC, HB-JND, HB-JNE, HB-JNF, HB-JNG, HB-JNH, HB-JNI y HB-JNJ                                                                         |
| Bombardier CS100       | 8     | 2016        | 2018     | HB-JBA, HB-JBB, HB-JBC, HB-JBD, HB-JBE, HB-JBF, HB-JBG y HB-JBH                                                                                         |
| Bombardier CS300       | 9     | 2017        | 2018     | HB-JCA, HB-JCB, HB-JCC, HB-JCD, HB-JCE, HB-JCF, HB-JCG, HB-JCH y HB-JCJ                                                                                 |
| Cessna 525 CitationJet | 1     | 2008        | 2011     | HB-VWC |
| Embraer ERJ-145        | 11    | 2005        | 2006     | HB-JAL, HB-JAM, HB-JAN, HB-JAO, HB-JAS, HB-JAT, HB-JAU, HB-JAV, HB-JAW, HB-JAX y HB-JAY                                                                 |